# Кірстен Сінема
Кірстен Леа Сінема (англ. Kyrsten Lea Sinema; нар. 12 липня 1976, Тусон, Аризона) — американська політична діячка, колишня представниця Демократичної партії, нині незалежна. Членкиня Палати представників від 9-го виборчого округу Аризони (2013—2019), сенаторка США від Аризони (з 2019). Перша відкрито бісексуальна політична діячка, обрана до Конгресу США. 

## Біографія
Кірстен Леа Сінема народилася в Тусоні, штат Аризона, її батьки розлучилися, коли вона була дитиною, і її мати одружилася знову. Разом з братом, сестрою, матір'ю та вітчимом Кірстен переїхала до Дефуніак-Спрінгс, маленьке містечко на півночі Флориди. Коли її вітчим втратив роботу і банк позбавив його права власності на будинок за прострочені борги, сім'я прожила три роки на переробленій автозаправці.
У 1995 році здобула ступінь бакалавра мистецтв в Університеті Бріама Янга, після його закінчення вона покинула церкву Ісуса Христа Святих останніх днів; Сінема є єдиною нерелігійною членкинею Конгресу США на цей час[коли?]. Має ступінь магістра соціальної роботи Університету штату Аризона (1999), а також ступені доктора права (2004) і доктора філософії (2012).
З 1995 до 2002 року Сінема працювала соціальною робітницею.

## Політична кар'єра
Починала свою політичну діяльність як безпартійна, пов'язана з партією зелених. У 2000 році була волонтеркою виборчої кампанії Ральфа Нейдера, який висувався в президенти від зелених. У 2002 році Сінема намагалася обратися в Палату представників Аризони як незалежна кандидатка за підтримки зелених, вона посіла останнє п'яте місце з 8 % голосів.
У 2002 році найбільша газета штату «The Arizona Republic» публікувала її лист з критикою капіталізму. Брала участь в організації пацифістських протестів проти вторгнення в Ірак в 2003 році.
У 2004 році Сінема здобула перемогу на праймеріз демократів і була обрана до Палати представників штату, згодом вона успішно тричі переобиралася. У 2010 році вона перемогла на виборах в Сенат Аризони.

## У Конгресі США
У 2012 році Сінема заявила про участь у виборах в Палату представників США в новому 9-му виборчому окрузі Аризони (Аризона отримала додатковий округ за підсумками перепису населення 2010 року). На них вона з перевагою в 10 251 голос (4,1 % голосів виборців) здобула перемогу над республіканцем Верноном Паркером.
Після обрання в Конгрес помітно зрушилася до політичного центру і навіть далі, приєднавшись до консервативного крила фракції демократів — Коаліції синьої собаки. «National Journal» оцінив її ідеологічні позиції як на 57 % ліберальні і на 43 % консервативні.
Кірстен Сінема вважалася однією з найбільш двопартійних членів Палати представників: з власною партією вона голосувала в 73 % випадків, при цьому в 2017 році її голосування наполовину збігалися з позиціями Дональда Трампа (за станом на липень 2018 року цей показник досяг 59,5 %). Консервативний Інститут Голдуотера давав їй рейтинг 35 %, коли вона була депутаткою в Сенаті Аризони в 2010 році, а прогресивна організація «Американці за демократичну дія» оцінювала її за шкалою ліберальності на 60 %.
Кандидатка від Демократичної партії на виборах до Сенату 2018 року в Аризоні на місце, що звільнилося республіканцем Джеффом Флейком, який відмовився від висування. Її суперницею стала Марта Максаллі, перша жінка-учасниця бойових операцій ВПС США. За підсумками голосування їхні результати виявилися дуже близькими, і підведення офіційних підсумків затягнулося. 12 листопада Сінема офіційно визнана переможницею в боротьбі за сенаторське крісло, яке з 1976 року незмінно належало республіканцям.
Після вступу на посаду 3 січня 2019 року стала першою жінкою, що представляє Аризону в Сенаті, і другою із сенаторів, які відкрито ідентифікують себе з ЛГБТ (після Теммі Болдвін).
9 грудня 2022 року залишила Демократичну партію й зареєструвалась незалежною кандидаткою. Вона стала однією із трьох незалежних сенаторів; Берні Сандерс від Вермонту та Ангус Кінг від Мену входять до Демократичної фракції. Сінема, утім, не сказала, чи входитиме вона до демократичного кокусу, але планує зберегти обов'язки в партійних комітетах. Вона оголосила про своє рішення за кілька днів після того, як Рафаель Ворнок переміг на виборах до Сенату від Джорджії, забезпечивши демократам 51 місце в Сенаті. 

### Позиція щодо Північного потоку-2
У січні 2022 проголосувала проти проєкту санкцій для газогону «Північний потік-2» як засобу запобігання російському вторгненню в Україну.